# 1286
Năm 1286 là một năm trong lịch Julius.

## Sự kiện
- Hốt Tất Liệt âm mưu tiến hành một cuộc xâm lược Mông Cổ cuối cùng của Nhật Bản, nhưng hủy bỏ kế hoạch do thiếu các nguồn lực cần thiết.
- Vua Rudolph I của Đức tuyên bố tất cả người Do Thái là "nông nô của Treasure", do đó phủ nhận tất cả các quyền tự do chính trị.